# Liste der Kulturdenkmäler in Helsa
Die folgende Liste enthält die in der Denkmaltopographie ausgewiesenen Kulturdenkmäler auf dem Gebiet  der Gemeinde Helsa, Landkreis Kassel, Hessen.
Hinweis: Die Reihenfolge der Denkmäler in dieser Liste orientiert sich zunächst an Ortsteilen und anschließend der Anschrift, alternativ ist sie auch nach der Bezeichnung, der vom Landesamt für Denkmalpflege vergebenen Nummer oder der Bauzeit sortierbar.
Kulturdenkmäler werden fortlaufend im Denkmalverzeichnis des Landes Hessen durch das Landesamt für Denkmalpflege Hessen auf Basis des Hessischen Denkmalschutzgesetzes (HDSchG) geführt. Die Schutzwürdigkeit eines Kulturdenkmals hängt nicht von der Eintragung in das Denkmalverzeichnis des Landes Hessen oder der Veröffentlichung in der Denkmaltopographie ab.

Das Vorhandensein oder Fehlen eines Objekts in dieser Liste ist keine rechtsverbindliche Auskunft darüber, ob es Kulturdenkmal ist oder nicht: Diese Liste entspricht möglicherweise nicht dem aktuellen Stand der offiziellen Denkmaltopographie. Diese ist für Hessen in den entsprechenden Bänden der Denkmaltopographie Bundesrepublik Deutschland und im Internet unter DenkXweb – Kulturdenkmäler in Hessen einsehbar. Auch diese Quellen sind, obwohl sie durch das Landesamt für Denkmalpflege Hessen aktualisiert werden, nicht immer aktuell, da es im Denkmalbestand immer wieder Änderungen gibt.
Eine verbindliche Auskunft erteilt allein das Landesamt für Denkmalpflege Hessen.
Nutze diese Kartenansicht, um Koordinaten in der Liste zu setzen. In dieser Kartenansicht sind Kulturdenkmale ohne Koordinaten mit einem roten bzw. orangen Marker dargestellt und können in der Karte gesetzt werden. Kulturdenkmale ohne Bild sind mit einem blauen bzw. roten Marker gekennzeichnet, Kulturdenkmale mit Bild mit einem grünen bzw. orangen Marker.

## Kulturdenkmäler nach Ortsteilen

### Eschenstruth
| Bild            | Bezeichnung                               | Lage                                                                                    | Beschreibung | Bauzeit          | Objekt-Nr. |
| --------------- | ----------------------------------------- | --------------------------------------------------------------------------------------- | --- | ---------------- | ---------- |
| Bild gesucht BW | Gesamtanlage historischer Ortskern        | Gesamtanlage I Lage                                                                     | |                  | 88307 DDB  |
| Bild gesucht BW | Gesamtanlage Waldhofsiedlung              | Gesamtanlage II Lage                                                                    | |                  | 88308 DDB  |
| Bild gesucht BW |                                           | Hotzelgrund 2 LageFlur: 11, Flurstück: 35                                               | | frühes 19. Jhd.  | 87217 DDB  |
| weitere Bilder  | Ev. Kirche                                | Kirche Höhle LageFlur: 11, Flurstück: 66, 67/3                                          | | 12. Jhd.         | 87222 DDB  |
| Bild gesucht BW |                                           | Konsistorium 2 LageFlur: 10, Flurstück: 42/1                                            | | 17. Jhd.         | 87218 DDB  |
| Bild gesucht BW |                                           | Konsistorium 5 LageFlur: 10, Flurstück: 30/1                                            | | Ende 18. Jhd.    | 87219 DDB  |
| Bild gesucht BW |                                           | Mittelgasse 7 LageFlur: 11, Flurstück: 64/1                                             | | frühes 18. Jhd.  | 87221 DDB  |
| Bild gesucht BW |                                           | Mittelgasse 21 LageFlur: 10, Flurstück: 170/3                                           | | 1669             | 87220 DDB  |
| Bild gesucht BW | Ehem. Weberei                             | Mühlenweg 2 LageFlur: 4, Flurstück: 55/4                                                | | 1903             | 87223 DDB  |
| Bild gesucht BW |                                           | Mühlenweg 33 LageFlur: 11, Flurstück: 59/3                                              | | frühes 19. Jhd.  | 87224 DDB  |
| Bild gesucht BW | Ehem. Schule                              | Mühlenweg 39 LageFlur: 11, Flurstück: 21/7                                              | | 1893             | 87225 DDB  |
| Bild gesucht BW |                                           | Mühlenweg 47 Mühlenweg 49 LageFlur: 11, Flurstück: 13, 179/10, 7/6                      | | 1680             | 87226 DDB  |
| Bild gesucht BW |                                           | Obergasse 4 LageFlur: 10, Flurstück: 136                                                | | 1731             | 87227 DDB  |
| Bild gesucht BW |                                           | Obergasse 17 LageFlur: 10, Flurstück: 74/2                                              | | spätes 18. Jhd.  | 87228 DDB  |
| Bild gesucht BW |                                           | Tränkegasse 3 Tränkegasse 5 LageFlur: 10, Flurstück: 142/3                              | | spätes 17. Jhd.  | 87229 DDB  |
| Bild gesucht BW |                                           | Tränkegasse 9 LageFlur: 10, Flurstück: 132                                              | | Mitte 17. Jhd.   | 87230 DDB  |
| Bild gesucht BW | Gemeinschaftshaus des ehem. Arbeitslagers | Waldhof 53 LageFlur: 3, Flurstück: 189                                                  | | 1939 (Baubeginn) | 87231 DDB  |
| weitere Bilder  | Meilenstein                               | Waldhof (Ecke Wilhelm-Ströpke-Straße / Karl-Herrmann-Weg) LageFlur: 3, Flurstück: 152/9 | Der Meilenstein hat einen neuen Standort in Eschenstruth-Waldhof. Der vorige Standort gemäß DenkXweb war ca. 300 m nordnordwestlich neben der Leipziger Straße auf der Gemarkung von Helsa (Dürre Wiese, Flur 25, Flurstück 2) |                  | 87329 DDB  |
| Bild gesucht BW | Ehem. Mühle                               | Wilhelm-Ströpke-Straße 4 Mühlgraben LageFlur: 3, Flurstück: 91/4, 95/1                  | | 18. Jhd.         | 87280 DDB  |

### Helsa
| Bild                     | Bezeichnung                        | Lage                                                                                                | Beschreibung                    | Bauzeit             | Objekt-Nr. |
| ------------------------ | ---------------------------------- | --------------------------------------------------------------------------------------------------- | ------------------------------- | ------------------- | ---------- |
| Berliner Straße in Helsa | Gesamtanlage historischer Ortskern | Gesamtanlage Lage                                                                                   |                                 |                     | 88314 DDB  |
| Bild gesucht BW          |                                    | Alte Berliner Straße 1 LageFlur: 8, Flurstück: 144                                                  |                                 | frühes 18. Jhd.     | 87281 DDB  |
| Bild gesucht BW          |                                    | Alte Berliner Straße 2 LageFlur: 8, Flurstück: 155/10                                               |                                 | frühes 19. Jhd.     | 87283 DDB  |
| Bild gesucht BW          |                                    | Alte Berliner Straße 3 LageFlur: 8, Flurstück: 142                                                  |                                 | frühes 18. Jhd.     | 87282 DDB  |
| Bild gesucht BW          |                                    | Alte Berliner Straße 5 LageFlur: 8, Flurstück: 141/2                                                |                                 | frühes 20. Jhd.     | 87284 DDB  |
| Bild gesucht BW          |                                    | Alte Berliner Straße 7 Alte Berliner Straße 9 LageFlur: 8, Flurstück: 135/2, 139/1                  |                                 | frühes 18. Jhd.     | 87285 DDB  |
| Bild gesucht BW          |                                    | Alte Berliner Straße 8 LageFlur: 8, Flurstück: 168                                                  |                                 | 18. Jhd.            | 87286 DDB  |
| Bild gesucht BW          |                                    | Alte Berliner Straße 10 Alte Berliner Straße LageFlur: 8, Flurstück: 183/1, 272/185                 |                                 | Mitte 18. Jhd.      | 87287 DDB  |
| Bild gesucht BW          |                                    | Alte Berliner Straße 11 LageFlur: 8, Flurstück: 134                                                 |                                 | 1930er Jahre        | 87288 DDB  |
| Bild gesucht BW          |                                    | Alte Berliner Straße 13 LageFlur: 8, Flurstück: 133/1                                               |                                 | 18. Jhd.            | 87289 DDB  |
| Bild gesucht BW          |                                    | Alte Berliner Straße 16 LageFlur: 8, Flurstück: 188/2                                               |                                 | 1719                | 87290 DDB  |
| Bild gesucht BW          |                                    | Alte Berliner Straße 17 LageFlur: 8, Flurstück: 128/1                                               |                                 | frühes 19. Jhd.     | 87291 DDB  |
| Bild gesucht BW          |                                    | Alte Berliner Straße 18 LageFlur: 8, Flurstück: 207/1                                               |                                 | 2. Hälfte 17. Jhd.  | 87292 DDB  |
| Bild gesucht BW          |                                    | Alte Berliner Straße 20 LageFlur: 8, Flurstück: 210/5                                               |                                 | 2. Hälfte 18. Jhd.  | 87293 DDB  |
| Bild gesucht BW          |                                    | Alte Berliner Straße 23 LageFlur: 8, Flurstück: 119/1                                               |                                 | frühes 19. Jhd.     | 87294 DDB  |
| Bild gesucht BW          |                                    | Alte Berliner Straße 25 LageFlur: 8, Flurstück: 117                                                 |                                 | Anfang 19. Jhd.     | 87295 DDB  |
| Bild gesucht BW          |                                    | Alte Berliner Straße 27 LageFlur: 8, Flurstück: 112                                                 |                                 | spätes 17. Jhd.     | 87303 DDB  |
| Bild gesucht BW          |                                    | Alte Berliner Straße 29 LageFlur: 8, Flurstück: 111/1                                               |                                 | Anfang 19. Jhd.     | 87296 DDB  |
| Bild gesucht BW          |                                    | Alte Berliner Straße 31 LageFlur: 8, Flurstück: 108                                                 |                                 | 1732                | 87297 DDB  |
| Bild gesucht BW          |                                    | Alte Berliner Straße 32 LageFlur: 8, Flurstück: 85/3                                                |                                 | 17. Jhd.            | 87298 DDB  |
| Bild gesucht BW          |                                    | Alte Berliner Straße 33 LageFlur: 8, Flurstück: 106/4                                               |                                 | 17. Jhd.            | 87299 DDB  |
| Bild gesucht BW          |                                    | Alte Berliner Straße 34 LageFlur: 8, Flurstück: 84/3                                                |                                 | frühes 18. Jhd.     | 87300 DDB  |
| Bild gesucht BW          |                                    | Alte Berliner Straße 35 LageFlur: 8, Flurstück: 104/4                                               |                                 | Mitte 18. Jhd.      | 87301 DDB  |
| Bild gesucht BW          |                                    | Alte Berliner Straße 37 LageFlur: 8, Flurstück: 101/1, 239/101, 240/101                             |                                 |                     | 87302 DDB  |
| Bild gesucht BW          | Pfarrhaus                          | Am Pfarrhof 2 LageFlur: 8, Flurstück: 204/13                                                        |                                 | frühes 19. Jhd.     | 87304 DDB  |
| Bild gesucht BW          | Fabrik                             | Bahnhofstraße 18 LageFlur: 3, Flurstück: 24                                                         |                                 |                     | 88409 DDB  |
| Bild gesucht BW          | Ehem. Gasthaus                     | Berliner Straße 1 LageFlur: 8, Flurstück: 191/5                                                     |                                 | 1683                | 87305 DDB  |
| Bild gesucht BW          | Ehem. Bürgermeisteramt             | Berliner Straße 2 LageFlur: 9, Flurstück: 48/10, 48/7                                               |                                 | Ende 17. Jhd.       | 87306 DDB  |
| Bild gesucht BW          |                                    | Berliner Straße 3 LageFlur: 8, Flurstück: 192/3                                                     |                                 | Ende 17. Jhd.       | 87307 DDB  |
| Bild gesucht BW          |                                    | Berliner Straße 4 LageFlur: 9, Flurstück: 49/2                                                      |                                 | Mitte 18. Jhd.      | 87308 DDB  |
| Bild gesucht BW          |                                    | Berliner Straße 5 LageFlur: 8, Flurstück: 193/1                                                     |                                 | spätes 18. Jhd.     | 87309 DDB  |
| Bild gesucht BW          |                                    | Berliner Straße 6 LageFlur: 9, Flurstück: 52/1                                                      |                                 | 1788                | 87310 DDB  |
| Bild gesucht BW          |                                    | Berliner Straße 7 LageFlur: 8, Flurstück: 194/1                                                     |                                 | frühes 18. Jhd.     | 87311 DDB  |
| Bild gesucht BW          |                                    | Berliner Straße 8 LageFlur: 9, Flurstück: 53                                                        |                                 | frühes 19. Jhd.     | 87312 DDB  |
| Bild gesucht BW          |                                    | Berliner Straße 9 LageFlur: 8, Flurstück: 196/1                                                     |                                 | 1681                | 87313 DDB  |
| Ehem. Gemeindeschänke    | Ehem. Gemeindeschänke              | Berliner Straße 10 LageFlur: 9, Flurstück: 68/2, 68/5, 68/6                                         |                                 |                     | 87314 DDB  |
| Bild gesucht BW          | Merten Jäger Haus                  | Berliner Straße 11 LageFlur: 8, Flurstück: 197/1                                                    |                                 | 1669                | 87315 DDB  |
| Wehrkirchturm            | Wehrkirchturm                      | Berliner Straße 12 LageFlur: 9, Flurstück: 69                                                       |                                 |                     | 87316 DDB  |
| Bild gesucht BW          |                                    | Berliner Straße 13 LageFlur: 8, Flurstück: 266/199                                                  |                                 | spätes 17. Jhd.     | 87317 DDB  |
| weitere Bilder           | Ev. Kirche                         | Berliner Straße 14 LageFlur: 9, Flurstück: 70                                                       |                                 |                     | 87318 DDB  |
| Bild gesucht BW          |                                    | Berliner Straße 23 LageFlur: 8, Flurstück: 218/2                                                    |                                 | 1841                | 87320 DDB  |
| Bild gesucht BW          |                                    | Berliner Straße 25 LageFlur: 8, Flurstück: 82/2                                                     |                                 | frühes 19. Jhd.     | 87319 DDB  |
| Bild gesucht BW          |                                    | Berliner Straße 36 LageFlur: 10, Flurstück: 92/25                                                   |                                 | frühes 20. Jhd.     | 87321 DDB  |
| Bild gesucht BW          |                                    | Berliner Straße 41 Berliner Straße 43 LageFlur: 10, Flurstück: 15/2, 16/1                           |                                 | frühes 20. Jhd.     | 87323 DDB  |
| Bild gesucht BW          |                                    | Berliner Straße 72 LageFlur: 15, Flurstück: 10/5, 10/6, 9/3                                         |                                 | 1920er Jahre        | 87322 DDB  |
| Bild gesucht BW          |                                    | Biegenweg 4 LageFlur: 21, Flurstück: 41/1                                                           |                                 | frühes 18. Jhd.     | 87324 DDB  |
| Bild gesucht BW          |                                    | Biegenweg 6 LageFlur: 21, Flurstück: 43                                                             |                                 | Ende 17. Jhd.       | 87325 DDB  |
| Bild gesucht BW          |                                    | Biegenweg 8 LageFlur: 21, Flurstück: 44                                                             |                                 | 17. Jhd.            | 87326 DDB  |
| Bild gesucht BW          |                                    | Biegenweg 12 LageFlur: 21, Flurstück: 46                                                            |                                 | frühes 18. Jhd.     | 87327 DDB  |
| Bild gesucht BW          |                                    | Biegenweg 14 LageFlur: 21, Flurstück: 47                                                            |                                 | 18. Jhd.            | 87328 DDB  |
| Bild gesucht BW          |                                    | Friedrichsbrücker Straße 1 LageFlur: 9, Flurstück: 72/1                                             |                                 | 19. Jhd.            | 87330 DDB  |
| Bild gesucht BW          |                                    | Friedrichsbrücker Straße 2 LageFlur: 9, Flurstück: 40/1                                             |                                 | Beginn 19. Jhd.     | 87331 DDB  |
| Bild gesucht BW          |                                    | Friedrichsbrücker Straße 4 LageFlur: 9, Flurstück: 39/3                                             |                                 | 17. Jhd.            | 87332 DDB  |
| Bild gesucht BW          |                                    | Friedrichsbrücker Straße 6 LageFlur: 9, Flurstück: 58/1                                             |                                 | Mitte 18. Jhd.      | 87333 DDB  |
| Bild gesucht BW          |                                    | Friedrichsbrücker Straße 7 LageFlur: 9, Flurstück: 76                                               |                                 | 18. Jhd.            | 87334 DDB  |
| Bild gesucht BW          | Haus eines Glasmachers             | Friedrichsbrücker Straße 8 LageFlur: 9, Flurstück: 60/3                                             |                                 | spätes 16. Jhd.     | 87335 DDB  |
| Bild gesucht BW          |                                    | Friedrichsbrücker Straße 9 LageFlur: 9, Flurstück: 77/1                                             |                                 | spätes 18. Jhd.     | 87336 DDB  |
| Bild gesucht BW          |                                    | Friedrichsbrücker Straße 10 LageFlur: 9, Flurstück: 61/2                                            |                                 | spätes 18. Jhd.     | 87337 DDB  |
| Bild gesucht BW          |                                    | Friedrichsbrücker Straße 11 LageFlur: 9, Flurstück: 82/1, 82/2, 84/6                                |                                 | Ende 18. Jhd.       | 87338 DDB  |
| Bild gesucht BW          |                                    | Friedrichsbrücker Straße 12 LageFlur: 9, Flurstück: 63/1                                            |                                 | Mitte 18. Jhd.      | 87339 DDB  |
| Bild gesucht BW          |                                    | Friedrichsbrücker Straße 14 LageFlur: 9, Flurstück: 64/6                                            |                                 | 1. Hälfte 19. Jhd.  | 87340 DDB  |
| Bild gesucht BW          | Ehem. Sanatorium                   | Fröbelstraße 6 LageFlur: 13, Flurstück: 9/57                                                        |                                 | Beginn 20. Jhd.     | 87341 DDB  |
| Bild gesucht BW          |                                    | Ibachweg 1 LageFlur: 4, Flurstück: 86/1                                                             |                                 | frühes 18. Jhd.     | 87342 DDB  |
| Bild gesucht BW          |                                    | Klingenberg 9 LageFlur: 12, Flurstück: 19/4                                                         |                                 | 1920er Jahre        | 87343 DDB  |
| Bild gesucht BW          |                                    | Klingenplatz 1 LageFlur: 8, Flurstück: 90/1                                                         |                                 | frühes 18. Jhd.     | 87344 DDB  |
| Bild gesucht BW          |                                    | Klingenplatz 3 LageFlur: 8, Flurstück: 93                                                           |                                 | frühes 18. Jhd.     | 87345 DDB  |
| Bild gesucht BW          |                                    | Klingenplatz 4 LageFlur: 8, Flurstück: 95/1                                                         |                                 | frühes 19. Jhd.     | 87346 DDB  |
| Bild gesucht BW          |                                    | Klingenplatz 5 LageFlur: 8, Flurstück: 75/1                                                         |                                 | frühes 18. Jhd.     | 87347 DDB  |
| Bild gesucht BW          |                                    | Königstraße 2 LageFlur: 8, Flurstück: 173/3                                                         |                                 | 2. Hälfte 18. Jhd.  | 87348 DDB  |
| Bild gesucht BW          |                                    | Königstraße 3 LageFlur: 8, Flurstück: 169                                                           |                                 | Mitte 18. Jhd.      | 87349 DDB  |
| Bild gesucht BW          |                                    | Königstraße 6 LageFlur: 8, Flurstück: 176/1                                                         |                                 | 1837                | 87350 DDB  |
| Bild gesucht BW          |                                    | Leipziger Straße 12 LageFlur: 3, Flurstück: 17                                                      |                                 | frühe 1920er Jahre  | 87351 DDB  |
| Bild gesucht BW          |                                    | Leipziger Straße 14 LageFlur: 21, Flurstück: 2/3                                                    |                                 |                     | 87352 DDB  |
| Bild gesucht BW          |                                    | Leipziger Straße 16 LageFlur: 21, Flurstück: 5/5                                                    |                                 | spätes 17. Jhd.     | 87353 DDB  |
| Bild gesucht BW          |                                    | Leipziger Straße 18 LageFlur: 21, Flurstück: 8/1                                                    |                                 |                     | 87354 DDB  |
| Bild gesucht BW          |                                    | Leipziger Straße 19 LageFlur: 4, Flurstück: 94/5                                                    |                                 | frühes 19. Jhd.     | 87355 DDB  |
| Bild gesucht BW          |                                    | Leipziger Straße 20 LageFlur: 21, Flurstück: 9/7                                                    |                                 |                     | 87356 DDB  |
| Bild gesucht BW          |                                    | Leipziger Straße 22 Leipziger Straße 24 LageFlur: 21, Flurstück: 11/9, 13/3, 13/4, 13/5, 13/6, 13/7 |                                 | 18. Jhd.            | 87357 DDB  |
| Bild gesucht BW          |                                    | Leipziger Straße 23 LageFlur: 4, Flurstück: 90/3                                                    |                                 | 1800                | 87358 DDB  |
| Bild gesucht BW          |                                    | Leipziger Straße 25 LageFlur: 4, Flurstück: 89/1                                                    |                                 | Mitte 18. Jhd.      | 87359 DDB  |
| Bild gesucht BW          |                                    | Leipziger Straße 29 LageFlur: 4, Flurstück: 87/1                                                    |                                 | 1789                | 87360 DDB  |
| Bild gesucht BW          |                                    | Leipziger Straße 30 LageFlur: 21, Flurstück: 21/8                                                   |                                 | 1833                | 87361 DDB  |
| Bild gesucht BW          |                                    | Leipziger Straße 32 LageFlur: 21, Flurstück: 25/5                                                   |                                 | frühes 19. Jhd.     | 87362 DDB  |
| Bild gesucht BW          |                                    | Leipziger Straße 33 LageFlur: 8, Flurstück: 151                                                     |                                 | 1677                | 87363 DDB  |
| Bild gesucht BW          | Wohnhaus                           | Leipziger Straße 35 LageFlur: 8, Flurstück: 149/1                                                   |                                 | frühes 19. Jhd.     | 87364 DDB  |
| Bild gesucht BW          |                                    | Leipziger Straße 36 LageFlur: 21, Flurstück: 24/1                                                   |                                 | 1706                | 87365 DDB  |
| Bild gesucht BW          |                                    | Leipziger Straße 37 LageFlur: 8, Flurstück: 147/3                                                   |                                 | Ende 17. Jhd.       | 87366 DDB  |
| Bild gesucht BW          |                                    | Leipziger Straße 38 LageFlur: 21, Flurstück: 26/4                                                   |                                 | Mitte 18. Jhd.      | 87367 DDB  |
| Bild gesucht BW          |                                    | Leipziger Straße 39 LageFlur: 8, Flurstück: 145                                                     |                                 | 1828                | 87368 DDB  |
| Bild gesucht BW          | Ehem. Mittelmühle                  | Leipziger Straße 40 LageFlur: 21, Flurstück: 28/4                                                   |                                 | frühes 18. Jhd.     | 87369 DDB  |
| Bild gesucht BW          | Wohnhaus                           | Leipziger Straße 41 LageFlur: 8, Flurstück: 156/3, 160                                              |                                 | 18. Jhd.            | 87370 DDB  |
| Bild gesucht BW          |                                    | Leipziger Straße 42 LageFlur: 21, Flurstück: 29/2                                                   | Kleinformatiges Fachwerkgebäude | spätes 17. Jhd.     | 87389 DDB  |
| Bild gesucht BW          |                                    | Leipziger Straße 42 LageFlur: 21, Flurstück: 29/2                                                   | Streckhofanlage                 | 1. Hälfte 19. Jhd.  | 87371 DDB  |
| Bild gesucht BW          |                                    | Leipziger Straße 43 LageFlur: 8, Flurstück: 157/1                                                   |                                 | 1. Hälfte 19. Jhd.  | 87372 DDB  |
| Bild gesucht BW          |                                    | Leipziger Straße 44 LageFlur: 21, Flurstück: 30/2                                                   |                                 | 1. Hälfte 18. Jhd.  | 87373 DDB  |
| Bild gesucht BW          |                                    | Leipziger Straße 46 LageFlur: 21, Flurstück: 32/1                                                   |                                 | spätes 17. Jhd.     | 87374 DDB  |
| Bild gesucht BW          |                                    | Leipziger Straße 47 LageFlur: 8, Flurstück: 173/3                                                   |                                 | 18. Jhd.            | 87375 DDB  |
| Bild gesucht BW          |                                    | Leipziger Straße 48 LageFlur: 21, Flurstück: 33/5                                                   |                                 | 18. Jhd.            | 87378 DDB  |
| Bild gesucht BW          |                                    | Leipziger Straße 49 LageFlur: 8, Flurstück: 171/2                                                   |                                 | Mitte 18. Jhd.      | 87376 DDB  |
| Bild gesucht BW          | Ehem. Gasthaus „Zum halben Mond“   | Leipziger Straße 50 LageFlur: 21, Flurstück: 34/3                                                   |                                 | spätes 19. Jhd.     | 87380 DDB  |
| Bild gesucht BW          |                                    | Leipziger Straße 51 LageFlur: 8, Flurstück: 190/9                                                   |                                 | 2. Hälfte 19. Jhd.  | 87377 DDB  |
| Bild gesucht BW          | Ehem. Gasthaus „Zum weissen Ross“  | Leipziger Straße 51A-B LageFlur: 8, Flurstück: 190/9                                                |                                 | 1. Drittel 19. Jhd. | 87379 DDB  |
| Bild gesucht BW          | Gasthaus „König von Preußen“       | Leipziger Straße 53 LageFlur: 9, Flurstück: 47/3                                                    |                                 | Ende 18. Jhd.       | 87381 DDB  |
| Bild gesucht BW          |                                    | Leipziger Straße 54 LageFlur: 21, Flurstück: 50/5                                                   |                                 | Mitte 18. Jhd.      | 87382 DDB  |
|                          |                                    | Leipziger Straße 55 LageFlur: 9, Flurstück: 46                                                      |                                 | spätes 19. Jhd.     | 87383 DDB  |
| Bild gesucht BW          |                                    | Leipziger Straße 56 LageFlur: 21, Flurstück: 52/4                                                   |                                 | Mitte 18. Jhd.      | 88412 DDB  |
| Bild gesucht BW          | Ehem. Kolonialwarenhandlung        | Leipziger Straße 57 LageFlur: 9, Flurstück: 45/1                                                    |                                 | spätes 17. Jhd.     | 87384 DDB  |
| Bild gesucht BW          |                                    | Leipziger Straße 58 LageFlur: 21, Flurstück: 59/3                                                   |                                 | spätes 18. Jhd.     | 87385 DDB  |
| Bild gesucht BW          |                                    | Lossemannweg 4 LageFlur: 21, Flurstück: 31/1                                                        |                                 | Mitte 17. Jhd.      | 87387 DDB  |
| Bild gesucht BW          |                                    | Lossemannweg 5 LageFlur: 21, Flurstück: 38                                                          |                                 | 1. Hälfte 19. Jhd.  | 87388 DDB  |
| Bild gesucht BW          |                                    | Lossemannweg 7 LageFlur: 21, Flurstück: 39/3                                                        |                                 | Mitte 18. Jhd.      | 87390 DDB  |
| Bild gesucht BW          | Ehem. Obermühle                    | Sportplatzweg 39 LageFlur: 22, Flurstück: 16                                                        |                                 | 1619                | 87391 DDB  |
| Bild gesucht BW          |                                    | Weißer Hof 3 LageFlur: 8, Flurstück: 297/165                                                        |                                 | Mitte 17. Jhd.      | 87392 DDB  |

### St. Ottilien
| Bild            | Bezeichnung                                | Lage                                                           | Beschreibung | Bauzeit         | Objekt-Nr. |
| --------------- | ------------------------------------------ | -------------------------------------------------------------- | ------------ | --------------- | ---------- |
| Bild gesucht BW | Gesamtanlage historischer Ortskern         | Gesamtanlage Lage                                              |              |                 | 88310 DDB  |
| Bild gesucht BW |                                            | Am Kopfroth 12 LageFlur: 3, Flurstück: 142                     |              | Mitte 18. Jhd.  | 87232 DDB  |
| Bild gesucht BW |                                            | Am Südhang 2 LageFlur: 1, Flurstück: 100/7                     |              | frühes 20. Jhd. | 87233 DDB  |
| Bild gesucht BW | Ehem. Forsthaus                            | Dorfstraße 16 LageFlur: 1, Flurstück: 98/4                     |              | 1907            | 87235 DDB  |
| Bild gesucht BW | Grebenhof                                  | Dorfstraße 22 LageFlur: 3, Flurstück: 57/4                     |              | 1847            | 87236 DDB  |
| Bild gesucht BW |                                            | Dorfstraße 24 LageFlur: 3, Flurstück: 55/3                     |              | um 1710         | 87237 DDB  |
| Bild gesucht BW |                                            | Dorfstraße 32 Dorfstraße LageFlur: 3, Flurstück: 42/1, 76/2    |              | vor 1710        | 87234 DDB  |
| Bild gesucht BW |                                            | Dorfstraße 46 LageFlur: 3, Flurstück: 19/1                     |              | Mitte 19. Jhd.  | 87238 DDB  |
| weitere Bilder  | Ev. Kirche, ehem. Schule und Lehrerwohnung | Heinrichstraße 1 Heinrichstraße 3 LageFlur: 3, Flurstück: 94/3 |              | 1727            | 87242 DDB  |
| Bild gesucht BW | Grabmal                                    | Heinrichstraße 1 (Alter Friedhof) LageFlur: 3, Flurstück: 94/3 |              |                 | 87239 DDB  |
| Bild gesucht BW | Ehem. Spritzenhaus                         | Königsbergstraße 2 LageFlur: 3, Flurstück: 82                  |              | um 1830         | 87240 DDB  |
| Bild gesucht BW |                                            | Königsbergstraße 4 LageFlur: 3, Flurstück: 83/1                |              | um 1774         | 87241 DDB  |

### Wickenrode
| Bild            | Bezeichnung                                               | Lage                                                                                                  | Beschreibung | Bauzeit         | Objekt-Nr. |
| --------------- | --------------------------------------------------------- | --- | ------------ | --------------- | ---------- |
| Bild gesucht BW | Gesamtanlage historischer Ortskern                        | Gesamtanlage I Lage                                                                                   |              |                 | 88312 DDB  |
| Bild gesucht BW | Gesamtanlage Bergwerk am Hirschberg                       | Gesamtanlage II Lage                                                                                  |              |                 | 88313 DDB  |
| Bild gesucht BW | Ehem. Gasthaus                                            | Berliner Straße 506 LageFlur: 12, Flurstück: 131, 132, 133                                            |              | Ende 17. Jhd.   | 87244 DDB  |
| Bild gesucht BW |                                                           | Berliner Straße 515 LageFlur: 3, Flurstück: 292/1                                                     |              | spätes 17. Jhd. | 87245 DDB  |
| Bild gesucht BW |                                                           | Berliner Straße 516 LageFlur: 11, Flurstück: 18/1                                                     |              | spätes 17. Jhd. | 87246 DDB  |
| Bild gesucht BW |                                                           | Berliner Straße 519 LageFlur: 3, Flurstück: 289/1                                                     |              | frühes 18. Jhd. | 87247 DDB  |
| Bild gesucht BW |                                                           | Berliner Straße 521 LageFlur: 3, Flurstück: 288                                                       |              | Mitte 18. Jhd.  | 87243 DDB  |
| Bild gesucht BW | Ehem. Gasthaus „Zur Krone“                                | Berliner Straße 523 LageFlur: 3, Flurstück: 287                                                       |              | Mitte 18. Jhd.  | 88418 DDB  |
| Bild gesucht BW |                                                           | Berliner Straße 529 LageFlur: 3, Flurstück: 283/1                                                     |              | spätes 18. Jhd. | 87248 DDB  |
| Bild gesucht BW |                                                           | Berliner Straße 535 LageFlur: 3, Flurstück: 275/1                                                     |              | Mitte 18. Jhd.  | 87249 DDB  |
| Bild gesucht BW |                                                           | Berliner Straße 545 LageFlur: 3, Flurstück: 259                                                       |              | spätes 17. Jhd. | 87250 DDB  |
| Bild gesucht BW | Stützmauer                                                | Berliner Straße 553 Giesenbach Berliner Straße 555 LageFlur: 3, Flurstück: 235/1, 235/2, 239/2, 399/1 |              |                 | 87252 DDB  |
| Bild gesucht BW |                                                           | Berliner Straße 553 LageFlur: 3, Flurstück: 239/2                                                     |              | 1771            | 87251 DDB  |
| Bild gesucht BW |                                                           | Buchbergstraße 1 Buchbergstraße 3 LageFlur: 12, Flurstück: 120, 121/2, 121/3, 121/4                   |              | spätes 17. Jhd. | 87253 DDB  |
| Bild gesucht BW |                                                           | Gänsemarkt 1 LageFlur: 12, Flurstück: 96/5                                                            |              | 1727            | 87254 DDB  |
| Bild gesucht BW |                                                           | Gänsemarkt 9 LageFlur: 12, Flurstück: 103/3                                                           |              | frühes 18. Jhd. | 87255 DDB  |
| Bild gesucht BW |                                                           | Gänsemarkt 11 LageFlur: 12, Flurstück: 104/6                                                          |              | Beginn 18. Jhd. | 87256 DDB  |
| Bild gesucht BW | Ehem. Mahl- und Sägemühle                                 | Giesenberg 2 LageFlur: 3, Flurstück: 252/4                                                            |              | 19. Jhd.        | 87257 DDB  |
| Bild gesucht BW |                                                           | Giesenberg 5 LageFlur: 3, Flurstück: 263                                                              |              | spätes 17. Jhd. | 87258 DDB  |
| Bild gesucht BW |                                                           | Giesenberg 10 LageFlur: 3, Flurstück: 247                                                             |              | spätes 17. Jhd. | 87259 DDB  |
| Bild gesucht BW | Ehem. Spritzenhaus                                        | Kirchplatz LageFlur: 12, Flurstück: 139/2                                                             |              | Anfang 19. Jhd. | 87264 DDB  |
| Bild gesucht BW | Ev. Kirche                                                | Kirchplatz LageFlur: 12, Flurstück: 139/2                                                             |              | 1786            | 87267 DDB  |
| Bild gesucht BW |                                                           | Kirchplatz 4 LageFlur: 12, Flurstück: 130                                                             |              |                 | 87261 DDB  |
| Bild gesucht BW |                                                           | Kirchplatz 9 LageFlur: 12, Flurstück: 118                                                             |              | spätes 17. Jhd. | 87262 DDB  |
| Bild gesucht BW |                                                           | Kirchplatz 10 LageFlur: 12, Flurstück: 110/1                                                          |              | Mitte 17. Jhd.  | 87263 DDB  |
| Bild gesucht BW |                                                           | Kirchplatz 12 LageFlur: 12, Flurstück: 113                                                            |              | Mitte 17. Jhd.  | 87266 DDB  |
| Bild gesucht BW |                                                           | Kirchplatz 13 LageFlur: 12, Flurstück: 117                                                            |              | Anfang 19. Jhd. | 87265 DDB  |
| Bild gesucht BW | Sachgesamtheit Alter Hof und Abspann                      | Pfaffenberg 1 LageFlur: 5, Flurstück: 73, 78                                                          |              | frühes 19. Jhd. | 87268 DDB  |
| Bild gesucht BW |                                                           | Raiffeisenstraße 7 LageFlur: 11, Flurstück: 68/32                                                     |              | Ende 17. Jhd.   | 87269 DDB  |
| Bild gesucht BW | Bergarbeiterhaus                                          | Ringenkuhl 1 LageFlur: 6, Flurstück: 7/14                                                             |              |                 | 87270 DDB  |
| Bild gesucht BW | ehem. Kraftwerk Hirschberg                                | Ringenkuhl 5 LageFlur: 6, Flurstück: 20/11, 20/2                                                      |              | 1907            | 87271 DDB  |
| Bild gesucht BW |                                                           | Ringenkuhler Straße 1 LageFlur: 11, Flurstück: 28/1                                                   |              | Ende 17. Jhd.   | 87272 DDB  |
| Bild gesucht BW |                                                           | Ringenkuhler Straße 2 LageFlur: 12, Flurstück: 135                                                    |              | Mitte 17. Jhd.  | 87273 DDB  |
| Bild gesucht BW |                                                           | Ringenkuhler Straße 4 LageFlur: 11, Flurstück: 63/4                                                   |              | Mitte 18. Jhd.  | 87274 DDB  |
| Bild gesucht BW |                                                           | Ringenkuhler Straße 19 LageFlur: 11, Flurstück: 54                                                    |              | frühes 18. Jhd. | 87275 DDB  |
| Bild gesucht BW | Ehem. Schule                                              | Ringenkuhler Straße 26 LageFlur: 10, Flurstück: 70/3                                                  |              | Anfang 20. Jhd. | 87276 DDB  |
| Bild gesucht BW | Ruine des ehem. Verwaltungsgebäudes der chemischen Fabrik | Schloßweg 18 LageFlur: 6, Flurstück: 3/2                                                              |              | 1844            | 87279 DDB  |
| Bild gesucht BW |                                                           | Steinweg 5 LageFlur: 11, Flurstück: 32/1                                                              |              | Mitte 18. Jhd.  | 87277 DDB  |
| Bild gesucht BW |                                                           | Steinweg 6 LageFlur: 12, Flurstück: 138/1                                                             |              | frühes 19. Jhd. | 87260 DDB  |
| Bild gesucht BW |                                                           | Wiesengrundweg 2 LageFlur: 12, Flurstück: 99/7                                                        |              | Anfang 18. Jhd. | 87278 DDB  |